# Квинкции
Квинкциите (Quinctius; ж.р.: Quinctia, мн.ч.: Quinctii) е име на патрициански gens в Римската република, идващ от Алба Лонга. Форма от Quinctian.
Техните когномен са: Капитолин (Capitolí), Квинкций Цинцинат (Cincinnat) и Фламинин (Flamini).
Най-известни членове на фамилията Квинкции са:
- Тит Квинкций Капитолин Барбат, консул през 471, 468, 465, 446, 443 и 439 пр.н.е.
  - Тит Квинкций Капитолин Барбат, консул 421 пр.н.е.
    - Тит Квинкций Капитолин Барбат, консулски военен трибун 405 пр.н.е.
- Цинцинат (Луций Квинкций Цинцинат), консул 460 пр.н.е., два пъти диктатор
  - Кезо Квинкций, негов син; избягал 461 пр.н.е.
  - Луций Квинкций Цинцинат, консулски военен трибун 438, 425 и 420 пр.н.е.
  - Тит Квинкций Пен Цинцинат, консул 431 и 428, консулски военен трибун 426 пр.н.е.
- Луций Квинкций Цинцинат (консул 428 пр.н.е.), вероятно
- Тит Квинкций Цинцинат Капитолин, консулски военен трибун 388, 385 и 384 пр.н.е., диктатор 380 пр.н.е.
- Луций Квинкций Цинцинат Капитолин, консулски военен трибун 386, 385 и 377 пр.н.е.
- Гай Квинкций Цинцинат, консулски военен трибун 377 пр.н.е.
- Квинт Квинкций Цинцинат, консулски военен трибун 369 пр.н.е.
- Тит Квинкций Цинцинат Капитолин (трибун 368 пр.н.е.), консулски военен трибун 368 пр.н.е.
- Тит Квинкций Цинцинат Капитолин, консулски военен трибун 368 пр.н.е.
- Тит Квинкций Пен Капитолин Криспин I, диктатор 361, консул 354 и 351 пр.н.е.
- Тит Квинкций, консул 349 пр.н.е.
- Кезо Квинкций Клавд, консул 271 пр.н.е.
- Тит Квинкций Криспин II, консул 208 пр.н.е.
- Тит Квинкций Фламинин, консул 198 пр.н.е., победител в битката при Киноскефала, Тесалия
- Луций Квинкций Фламинин, консул 192 пр.н.е.
- Гай Квинкций Фламинин, претор peregrinus 177 пр.н.е.
- Тит Квинкций Фламинин, посланик през 167 пр.н.е. при Котис, царя на Тракия
- Тит Квинкций Фламинин (консул 150 пр.н.е.)
- Тит Квинкций Фламинин (консул 123 пр.н.е.)
- Публий Квинкций, 81 пр.н.е. Цицерон пише за него първата си реч Pro Quinctio
- Тит Квинкций Ата, поет (+ 77 пр.н.е.)
- Луций Квинкций (претор), претор 69 или 68 пр.н.е.
- Луций Квинкций, екзекутиран 43 пр.н.е., баща на Квинкция
- Гай Квинкций Валг, дуумвир, цензор в Помпей с Марк Порций; строи там амфитеатър със собствени средства 1 век пр.н.е.
- Тит Квинкций Криспин Сулпициан, консул 9 пр.н.е., връзка с Юлия, дъщерята на Август
  - Тит Квинкций Криспин Валериан, суфектконсул 2 г., син на горния (Сулпициан) и Юлия Стара
- Гай Квинкций Керт Поблиций Марцел, суфектконсул 120 г.

Жени:
- Квинкция, съпруга на историк Гай Азиний Полион (консул 40 пр.н.е.)

Други:
- Lex Quinctia de aquaeductibus, закон от 9 пр.н.е.